# アシュケナジム

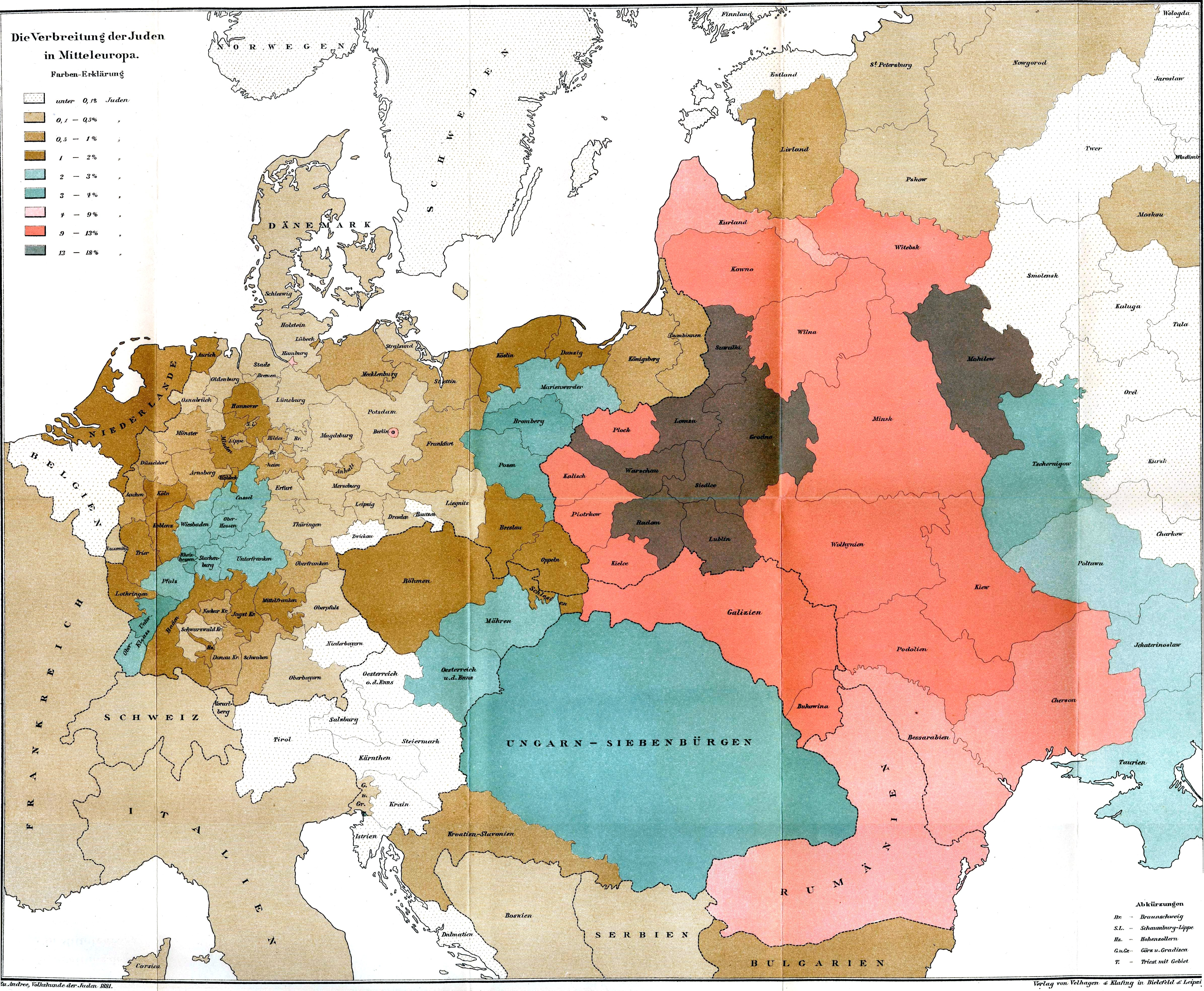
中央ヨーロッパのユダヤ人分布（1881年）

アシュケナジム（アシュケナージム、Ashkenazim [ˌaʃkəˈnazim], אשכנזים）とは、ユダヤ系のディアスポラにおける離散集団のうちドイツ語圏や東欧諸国などに定住した人々およびその子孫を指す。
語源は創世記10章3節ならびに歴代誌上1章6節に登場するアシュケナズ（新共同訳や新改訳での表記。口語訳ではアシケナズと表記）である。単数形はアシュケナジ（アシュケナージ、Ashkenazi[ˌaʃkəˈnazi], אשכנזי）。アシュケナージは、ヘブライ語でスキタイ地方、スラヴ人の領土、後にはドイツ・北ヨーロッパを意味する。
アシュケナジムとセファルディムは、今日のユダヤ社会の二大勢力となっている。イスラエルでは一般に、前者が白人系ユダヤ人、後者がアジア人または南欧系及び中東系ユダヤ人を指す語として大雑把に使われる場合があるが、これはオスマン朝からイギリス委任統治期を経てイスラエル共和国建国後に至るユダヤ教の宗教行政において「オリエントのユダヤ教徒」（Yahudei ha-Mizrah）がセファルディムの主席ラビの管轄下に置かれていたことに起因する。しかし、それ以前の歴史や人種的にはっきりしたことは不詳で、現在も論争がたえない。

## 歴史
1世紀以降のディアスポラ後も、ユダヤ人のほとんどは地中海世界（のちのイスラム世界）に住んでいた。
それに対し、アルプス以北におけるユダヤ人の起源ははっきりしない。
- 7世紀に中央アジア西部のコーカサスからカスピ海北岸にいたハザール王国の住民とされ、ヨーロッパに西進し移住したわずかのコーカソイドの一派のユダヤ教徒の子孫だとする説
- ローマ時代イスラム世界から商人としてヨーロッパを訪れたとする説
- イタリアからアルプスを越えてやって来たとする説

などあるが、単一の起源ではないかもしれない（一部に、9世紀頃に民衆がユダヤ教に集団改宗した黒海北岸のハザール汗国の子孫だとする主張が見られる。しかしハザールの使用言語はテュルク諸語であった点など歴史的な状況を考えると色々無理があり学問的根拠に乏しく、まともな学説とは見做されていない）。
DNA解読によりアシュケナージ系ユダヤ人の母系起源がヨーロッパであることは推測されており、これらのユダヤ人移住者が在来のヨーロッパ住民女性との通婚により集団を形成したとされている。
いずれにせよ、8世紀から9世紀には北フランスにアシュケナジムらしきユダヤ人の記録が見える。まもなく彼らは、ドイツ中部のライン川（ライン地方）、ブリテンなどにも広がった。彼らは当初は、ヨーロッパとイスラム世界とを結ぶ交易商人だったが、ヨーロッパ・イスラム間の直接交易が主流になったこと、ユダヤ人への迫害により長距離の旅が危険になったことから、定住商人へ、さらにはキリスト教徒が禁止されていた金融業へと移行した。「ユダヤ人高利貸」というステレオタイプはこのようなキリスト教社会でのユダヤ人の職業に由来し、これに対しイスラム社会のユダヤ人にはこのような傾向はなかった。彼らの多くはまずはオーストリア、ボヘミア、モラヴィア、ポーランドなどの地域へ移住して、東欧へと移民した。
1264年にポーランド王国は「カリシュの法令」を発布してユダヤ人の社会的権利を保護した。当時ドイツ人の東方植民時代で、国王による都市化促進政策の一環として、ユダヤ人もドイツ人と一緒に招聘された。ユダヤ人などもポーランドで（ドイツの）マクデブルク法により商業的に有利な優先的条件と権利を保護されていた為にユダヤ人にとり魅力があったため移民した。ユダヤ人は都市を築き、商業や銀行業を始め、彼らのビジネスや文学や進んだ技術や高い能力を認められ大公などの側近を勤めポーランド経済の柱となり、ポーランドで最初の硬貨発行（ヘブライ語が印刻）などに携わった）。ポーランドはユダヤ人にとって非常に住みやすい国となった。彼らはのちにポーランド・リトアニア共和国の全地域へと拡散した。ポーランド王国は当初彼らを、チュートン騎士団等ドイツ人勢力との結びつきが強いドイツ人移民に代わる専門職移民として歓迎した。彼らの中には、ポーランド・リトアニア共和国で成功し、金融業や商人、地主や貴族階級（シュラフタ）になった者、そしてヨーロッパに来て初めて農業を営んだ者もいたが、その点が西欧に住み続けたユダヤ人たちと異なる。
彼らは西欧にも定住したが、1290年にはイングランドから、1394年にはフランスからユダヤ人が追放された。15世紀になるとドイツ諸邦でも迫害されたりした。
中世末期の欧州では、諸国の王がその時々の利得をはかって、ユダヤ人にしばしば保護を与えていた。これは予告なく撤回もされるものだった。アシュケナジム（東欧系ユダヤ人）のポーランド移住の初期における身分は、そのような政策の特徴をよく示している。ヴィースラ川の王国（ポーランド王国）にやってきたユダヤ人は、祖国で享受していたものと同等とされる特典をいくつか与えられた。1264年にカリーシュのボレスワフ公が、マグデブルクの勅令を範として彼らに与えた身分は、その典型であり、後代に各地で模倣された。この制度のもと、ユダヤ人社会は、その宗教と「民族的出自」ゆえに、特殊な社会集団としてコミューン（ヘブライ語で「ケヒラ」）を組織し、内部自治を行うことが認められていた。ユダヤの人間と財産は君主の所有物（servi camerae）であるとされ、これを害するものは君主の財産を害するものと見なされた。
1334年、ポーランド王カジミエシュ三世により、この制度は王国全体に広められた。
1388年には、リトアニア王ヴィータウタスもそれに倣った。この移民誘致策に下心がないということはなく、「庇護民」を搾取するのは当たり前となっていた。それが高度に磨かれると「海綿しぼり法」が用いられる。表向きは、気前よく特典と保証をふるまって、他国で迫害されているユダヤ人を引き寄せる。彼らが十分に繁栄し、金を蓄えたころを見はからって、国外に追放し、財産と利権を取り上げる。またユダヤ人たちに、戻ってきて、剥奪された財産と特典を買い戻さないかと持ちかけた。
18世紀末のフランス革命による平等思想の啓蒙や、ポーランド分割による国境の消滅により、アシュケナジムの中にはふたたび西欧に戻ったり、新大陸へと移住したりするものも現れた。しかしその大多数は現在のポーランド、ベラルーシ、ウクライナ西部（ガリツィア）の三地域に居住した。
19世紀末から20世紀前後にロシア帝国のポグロムや反ユダヤ政策、ヨーロッパ諸国での反ユダヤ主義勃興により、ユダヤ人自身の国民国家を約束の地に建国することを求めるシオニズムの思想が生まれ、ポーランドやロシアなど東欧からオスマン帝国領のパレスチナに入植する人々が現れた。第一次世界大戦中、1917年のロシア革命でロシア帝国が崩壊した後に誕生したソビエト連邦では国家指導者のウラジーミル・レーニンの母方にユダヤ系がいた他、レフ・トロツキーを筆頭に多くの主要人物がユダヤ人だったため、その統治組織であるソビエト連邦共産党（ボリシェヴィキ）、およびその支配原理としてユダヤ人のカール・マルクスが作った共産主義（マルクス主義）は、欧州諸国やアメリカ合衆国などの各国政府や支配層・資本家にとって反共主義と反ユダヤ主義がまざった恐怖と憎悪の対象となった。一方、当のソビエト連邦では民族平等が唱えられて革命直後に反ユダヤ主義立法が撤廃されたが、レーニンの死後に独裁者となったヨシフ・スターリンはトロツキーやグリゴリー・ジノヴィエフなど多くのユダヤ系要人を粛清した。1928年にその原型が成立したユダヤ自治州は広大なシベリアの一角、アムール川沿いにユダヤ人の入植地や新たな故郷を作る政策だったが、1930年代後半にソ連国内で反ユダヤ主義が強まるとこの試みは事実上失敗した。
1933年にドイツではナチスのアドルフ・ヒトラーが首相に就任すると急速に反ユダヤ主義政策を実施し、多くのユダヤ系ドイツ人がアメリカ合衆国やイギリス委任統治領パレスチナに逃げるように移住していった。1939年、ドイツとソビエト連邦によるポーランド侵攻が起きてポーランドが占領され、ポーランドを含むヨーロッパのユダヤ系の人々はナチス・ドイツが引き起こしたホロコーストにより多くが死亡した。1945年に第二次世界大戦が終わると強制収容所から生存したユダヤ人は再び大規模移住を始め、今度はポーランドやソ連などからアメリカやパレスティナに向かい、後者はイスラエル建国に大きな役割を果たした。

## ポーランドのユダヤ人

### 第二次世界大戦前
第一次世界大戦後に独立を果たしたポーランド第二共和国は、ポーランド分割以前のポーランド国家同様、再び世界最大のユダヤ人人口を抱える独立国家となった。
ユダヤ系ポーランド人は、多くは商人となり時にその地域の富裕層になったりした。 ユダヤ人は靴屋や仕立て屋などになったり、医者(ポーランドの全医師の56%)、教師 (43%)、ジャーナリスト (22%) そして弁護士 (33%)であった。第二次世界大戦前までは、ユダヤ人の出版物も盛んに発行され、科学者や数学者、経済学者、文学家、などが貢献していた。（ノーベル賞受賞者、レオニード・ハーヴィッツ（経済学）、アイザック・バシェヴィス・シンガー（文学））
1921-1931年頃、ユダヤ人はよくポーランド人とは認知されず、ユダヤ人とポーランド人の関係は緊迫する結果となった。
1923年、ポーランドの全大学でユダヤ人生徒が、口腔医学で62.9%を占め、医学は34%、哲学　29.2%、 化学 22.1%、法律 22.1%(26% 1929年まで)となり反発の要因となった。殆どのユダヤ人は高学歴であったが、政府官僚の地位からは除外された。
反ユダヤ主義は、第二次世界大戦前の数年に頂点を迎えた。国内でユダヤ人商売のボイコット運動やコーシャー肉用の屠殺禁止運動など盛んになった。
1935年と1937年、反ユダヤ事件が起こりユダヤ人は37名死亡し、外傷者500名であった。
1936年、 私企業 80.3%はユダヤ人経営となった。
ドイツがポーランドに侵攻するまでの1939年、この運動はエスカレートし、ユダヤ人への敵意はポーランド人右派やカトリック教会などの旨意の中心となった。

### ホロコースト （ドイツ占領下）
第二次世界大戦の幕開けと共に、ユダヤ系132,000名がポーランド軍に従軍して戦った。
ユダヤ系ポーランド人兵士の内、戦死32,216名、捕虜61,000名にのぼった。捕虜達は強制収容所へ送られ、そのほとんどが亡くなった。
ナチス・ドイツは、ヨーロッパ地域のユダヤ人の処遇について、1942年1月に開催されたヴァンゼー会議にて討議されたユダヤ人問題の最終的解決を以って、ユダヤ人に対するホロコースト（大量虐殺）を開始した。
ホロコーストにより、ポーランドに居住していた約600万人のユダヤ人のうち、半数の約300万人がドイツによって殺害された。これにより、現代のアシュケナジムは主にアメリカ合衆国かイスラエルに居住している。ポーランドのユダヤ人は、第二次世界大戦前後に正統派ユダヤ教徒のポーランド人の多くがイスラエルやアメリカ合衆国へ渡ったが、一方で非正統派ユダヤ教徒のポーランド人や、さらに世俗的なユダヤ系ポーランド人などがポーランドに残った。
1939年10月から1942年7月、ユダヤ人38万人が3.4k㎡のワルシャワ・ゲットーへ入れられた。その際に空き家となったユダヤ人住居は、戦後の住居として当局から非ユダヤ系ポーランド人達に与えられたが、強制収容所から生還したユダヤ人との間で不動産トラブルが頻発した。
1942年3月中旬-1943年11月初旬、ラインハルト作戦によりポーランド各地にヘウムノ強制収容所、ベウジェツ強制収容所、ソビボル強制収容所、トレブリンカ強制収容所、マイダネク強制収容所、アウシュヴィッツ＝ビルケナウ強制収容所が建設され、ゲットーを含めた各地域のユダヤ人達は続々と強制労働場(en:Forced labour under German rule during World War II)や強制収容所へ移送されていった。
ほとんどのシナゴーグは破壊された。
1943年2月、約1万人のビャウィストクのユダヤ人がトレブリンカ強制収容所へ移送された。移送中は食料や水の配給は一切なく、数百人の幼児、老人、病人などが衰弱して亡くなった。
1943年4月ー5月、ワルシャワ・ゲットーのユダヤ人は、トレブリンカ絶滅収容所へ移送され始め、ゲットー内の左翼シオニスト青年組織ユダヤ人戦闘組織によりワルシャワ・ゲットー蜂起が起こった。
1943年8月、ビャウィストク・ゲットー解体命令が出された。7600人がトレブリンカ絶滅収容所へ移送され、子供1200人はボヘミアのテレージエンシュタットへ移送後、アウシュヴィッツ＝ビルケナウへ移送されて、そこで殺害された
1943年8月16日、ビャウィストク・ゲットーにてビャウィストク・ゲットー蜂起が起こる。蜂起自体は何の効果もなく即座にドイツ軍に鎮圧されたが、2番目に大きな蜂起となった。
1942～1945年、ロンドンのポーランド亡命政府内に、ユダヤ人救済委員会の「ジェゴタ（en:Żegota）」は組織された。このメンバーには、後の外務大臣（1999-2001年）となるユダヤ人のヴワディスワフ・バルトシェフスキが含まれていた。
1944年、ワルシャワ蜂起が起こり、ユダヤ系ポーランド人約17,000人が国内軍 と共に戦うか、市内各所に隠れていた。蜂起の鎮圧後、参加者とみなされた者は即座に処刑され、隠れていた者は強制収容所へと連行された。
1945年1月17日、ワルシャワ蜂起により廃墟となったワルシャワ市内をソ連軍が占領した。続く1月27日には旧ポーランド領内に設置されていたアウシュヴィッツ＝ビルケナウ強制収容所がソ連軍により解放され、ナチスによるユダヤ人虐殺の実態が徐々に明らかとなっていった。この日は2005年に国際連合でホロコースト犠牲者を想起する国際デーとして制定された。

### 共産主義の支配 （1945–1989）
第二次大戦終結直後から、様々な理由でユダヤ系ポーランド人はポーランドを離れた。ポーランドでの共産主義やホロコーストにより家族親族を多く失ったこと、またはポーランド人の反ユダヤ主義を避けたい等の理由があった。ポーランドは、ユダヤ人移民がイギリス委任統治領パレスチナへ自由に行ける東側諸国の唯一の国であった。
1944–46年、反ユダヤ運動が起こる。ポーランド人によって数百人から1500人のユダヤ人が殺害された。一方、1947年に新憲法を制定したポーランド国民統一臨時政府ではソ連の支援を受けた共産主義のポーランド統一労働者党が単一政党として実権を掌握したが、同年11月29日の国連総会におけるパレスチナ分割決議にはソ連やチェコスロバキアとともに賛成した。1948年5月14日、ポーランド出身の非共産系社会主義者だったダヴィド・ベン＝グリオンを首相とするイスラエル国家が独立を宣言すると5月19日にはポーランドがこれを承認し、同年内にワルシャワへイスラエル大使館が設置されてユダヤ系住民の移住を支援した。
1958–59年、ヨシフ・スターリンの死後、既に1952年にポーランド人民共和国となっていたポーランドから5万人のユダヤ人がイスラエルに移民した。一方で人民共和国側に参加したのユダヤ系も多く、公安(Urząd Bezpieczeństwa、UB )・外交諜報の確立に関わったヤクブ・ベルマンや共産主義経済体制を主導したヒラリー・ミンクなどがいる。
1967年、第三次中東戦争でアメリカの支援を受けたイスラエルが周辺のアラブ諸国に圧勝して支配地域を拡大すると、エジプトのナーセル政権を支援していたソ連に同調してポーランド政府はイスラエルとの国交を断絶、反シオニズムを装い反ユダヤ主義を拡散した。国家主導の反シオニズム運動は、ポーランド統一労働者党の政治当局や大学や学校の教師職からユダヤ人は排除された。
1967～1971年、政治経済や秘密警察の圧力により14,000人のユダヤ系ポーランド人は強制的に国外移住となりポーランド市民権は放棄となった。
1970年代半ば、第三次中東戦争後に東側諸国の中で初めてイスラエルとの外交修復を試みた。
1970年代末、ユダヤ人活動家は共産主義政権に対抗し、反共主義グループ「en:Workers' Defence Committee (KOR)」を創設した。これは、ポーランドと東欧で初めての主要な市民グループとなった。
1986年、イスラエルとの国交は部分的に回復した。
1989年、独立自主管理労組「連帯」を中心とした一連のポーランド民主化運動の結果、共産主義政権は崩壊し、9月7日に現在のポーランド共和国（ポーランド第三共和国）が成立した。この時点でユダヤ人居住者は 5,000–10,000人程しか残らなかった。ポーランド残留のユダヤ人は、世俗主義的なユダヤ教徒の家系であったことから、ある者は自然に、ある者は前述の政治闘争の結果自らのユダヤ系の出自を隠した。それまでに多くの者はカトリック教徒となっていたが、一部は無神論者や懐疑主義者もいた。

### 1989年以降
共産主義後、徐々に自らのユダヤ系の出自を公言したり、家族から聞き先祖の出自を表に出すようになっている。クラクフで毎年夏に開催されるヨーロッパ最大のユダヤ祭り「シャローム」は、内外から多くの観客や参加者が集まり盛大に催されている。
第三共和国成立直後の1989年11月、イスラエルのシモン・ペレス副首相がポーランドを訪問し、人民共和国時代からの国家元首だったヴォイチェフ・ヤルゼルスキ大統領や連帯出身のタデウシュ・マゾヴィエツキ首相と会談した。1990年2月27日、イスラエルとポーランドの国交は回復した。1991年5月には連帯のリーダーだったポーランドのレフ・ヴァウェンサ大統領がイスラエルを訪問し、関係正常化は完成した。

ただし、その後もポーランド国内でのユダヤ人人口は減少を続けた。2015年、ピュー研究所による統計によるとポーランドはヨーロッパ6ヶ国の中で、ユダヤ人に対し「好意的でない」結果となった。ポーランドにおける歴史的ユダヤ人の人口推移（ポーランドでのユダヤ人口 % ）
| 年   | 1921                 | 1939                           | 1945                   | 1946                    | 1951                  | 1960                  | 1970                 | 1980                 | 1990                 | 2000                | 2010                |
| ---- | -------------------- | ------------------------------ | ---------------------- | ----------------------- | --------------------- | --------------------- | -------------------- | -------------------- | -------------------- | ------------------- | ------------------- |
| 人口 | 2,845,000.3 (+14.2%) | 3,250,000 (100%) 総人口の9.14% | 100,000 (−96.9%) 0.43% | 230,000 (+130.0%) 0.97% | 70,000 (−69.6%) 0.28% | 31,000 (−55.7%) 0.10% | 9,000 (−71.0%) 0.03% | 5,000 (−44.4%) 0.01% | 3,800 (−24.0%) 0.01% | 3,500 (−7.9%) 0.01% | 3,200 (−8.6%) 0.01% |

## 文化
伝統的にセファルディムがユダヤ・スペイン語（ラディーノ語、ジュデズモ語とも）を話していたのに対し、アシュケナジムはイディッシュ語（ドイツ・ユダヤ語）を話していた。
なお、Ashkenazyという姓を名乗るユダヤ人の多くはセファルディムである。

## 特徴
いくつかの顕著な遺伝的特徴が見られるが、これはユダヤ人全体ではなくアシュケナジムに限った特徴であり、セファルディムには見られない。
まれな遺伝病であるテイ＝サックス病とゴーシェ病の罹患率が高く、一般的ヨーロッパ人の約100倍に達する。また、ニーマン=ピック病（特にA型）の罹患率も高い。
高い知能を示す傾向がある。ノーベル賞など著名な科学賞の受賞者には人口比からは考えられないほどのアシュケナジムがいる が、おそらくこれも要因の一つとされる。
文化人類学者のグレゴリー・コクラン、ジェイソン・ハーディー、ヘンリー・ハーペンディングは、次のような仮説を提唱している。アシュケナジムは神経細胞に蓄えられているスフィンゴ脂質という物質が関与する病気に罹りやすい。スフィンゴ脂質が関与する病気には、テイ＝サックス病、ニーマン=ピック病、ゴーシェ病などがある。通常、スフィンゴ脂質が多すぎると、死に至るか、少なくとも生殖不可能な深刻な病気に罹る。ただし、ホモ接合型でスフィンゴ脂質過剰遺伝子を二つ持っていると深刻な病気や死に至るが、ヘテロ接合型で一つだけだとスフィンゴ脂質の量は高いものの、致死的なレベルには至らない。スフィンゴ脂質のレベルが高いと、神経信号の伝達が容易になり、樹状突起の成長も促される。神経突起の枝分かれが多いほど、学習や一般的な知能にとっては好ましいという。